# Алан Девідсон
Алан Девідсон (англ. Alan Davidson; нар. 1 червня 1960, Мельбурн) — австралійський футболіст, що грав на позиціях захисника і півзахисника, зокрема за національну збірну Австралії.

## Клубна кар'єра
Народився 1 червня 1960 року в місті Мельбурн. Вихованець футбольної школи клубу «Алтона Сіті». Дорослу футбольну кар'єру розпочав 1977 року в основній команді того ж клубу, а вже з наступного року продовжив кар'єру в команді «Саут Мельбурн», де поступово став гравцем основного складу.
1984 року був запрошений до англійського «Ноттінгем Форест», проте заграти в Європі не зумів і за рік повернувся до «Саут Мельбурна».
Згодом протягом 1987–1992 років грав за «Мельбурн Кроейша», а в 1993–1994 роках захищав кольори малайзійського «Паханга», після чого знову виступав за «Саут Мельбурн» і був гравцем «Коллінгвуд Ворріорс».
Завершував ігрову кар'єру у команді «Мельбурн Найтс», за яку виступав протягом 1997—1998 років.

## Виступи за збірну
1980 року дебютував в офіційних матчах у складі національної збірної Австралії.
Загалом протягом кар'єри у національній команді, яка тривала 12 років, провів у її формі 49 матчів, забивши 1 гол. Був учасником футбольного турніру на Олімпійських іграх 1988 року.

## Титули і досягнення
- Володар Кубка націй ОФК: 1980